# Cássio Félix
Cássio Félix é um escritor e médico romano africano provavelmente nativo de Constantina (Argélia). É conhecido por ter escrito em 447 um tratado em latim intitulado De Medicina. O pouco que podemos dizer do autor vem de seu livro, que é considerado um manual simples de uso prático no que ele deseja que outros sejam capazes de tomar vantagem de sua experiência como um médico. Seu trabalho parece valer-se em grande parte, tanto direta ou indiretamente, de fontes médicas gregas, como era comum na escola africana de medicina.
Cristão pela fé, pode ser a pessoa mencionada na passagem do anônimo De miraculis Sancti Stephani, um trabalho escrito entre 418 e 427, onde um certo Félix é referido como mantendo alta dignidade médica de arquiatro, ou doutor-chefe de sua comunidade.
O editio princeps de seu trabalho foi primeiro publicado em 1879 em uma edição Teubner editada por Valentin Rose.
O nome Cássio Félix é às vezes também aplicado à Cássio Iatrosofista, um escritor médico grego primitivo (século II ou III) conhecido apenas como o autor de 84 ou 85 Quaestiones Medicae et Problemata Naturalia (em grego clássico: Ἰατρικαὶ Ἀπορίαι καὶ Προβλήματα Φυσικά).